# Saxifraga assamensis
Saxifraga assamensis är en stenbräckeväxtart som beskrevs av Wadhwa. Saxifraga assamensis ingår i Bräckesläktet som ingår i familjen stenbräckeväxter. Inga underarter finns listade i Catalogue of Life.